# Stadio Angelo Massimino
Das Stadio Angelo Massimino (von 1937 bis 2002: Stadio Cibali) ist ein Fußballstadion mit Leichtathletikanlage in Catania, der zweitgrößten Stadt der italienischen Insel Sizilien. Es wird hauptsächlich als Heimspielstätte des Fußballvereins Catania SSD (bis 2022: Catania Calcio), welcher derzeit in der Serie C spielt, genutzt.

## Geschichte
Die Anlage wurde 1937 gebaut und ist heute für 20.016 Zuschauer zugelassen. Während der Sommer-Universiade im August 1997 auf Sizilien fanden die Leichtathletik-Wettbewerbe in Catania statt. Hierfür wurde das Stadion renoviert. 2002 wurde es nach dem früheren Vorsitzenden von Catania Calcio, Angelo Massimino, benannt. Nach Ausschreitungen zwischen den Fans von Catania Calcio und des US Palermo außerhalb des Stadions, die mit dem Tod des Polizisten Filippo Raciti endeten, durften vom 14. Februar 2007 bis zum 30. Juni 2007 keine Spiele der Serie A im Stadio Angelo Massimino abgehalten werden.

## Tribünen
- Gesamt: 20.016 Plätze[1]
- Haupttribüne (überdacht): 3243 Plätze
- Gegentribüne: 4502 Plätze
- Nordkurve: 5406 Plätze
- Südkurve: 5865 Plätze
- Gästebereich (Nordkurve): 1000 Plätze

## Länderspiele im Stadion von Catania
Zwei Mal spielte die italienische Fußballnationalmannschaft der Männer in Catania.
- 28. Jan. 1998:  Italien –  Slowakei 3:0
- 13. Feb. 2002:  Italien –  Vereinigte Staaten 1:0